# Air Arabia Maroc
Air Arabia Maroc is een luchtvaartmaatschappij met Casablanca als thuisbasis. Het is ontstaan uit de samenwerking met Regional Air Lines en verschillende Marokkaanse investeerders. Regional Air Lines is volledig opgegaan in Air Arabia Maroc. De regionale vluchten van het voormalige Regional Air Lines zijn overgenomen door Royal Air Maroc Express.
Air Arabia Maroc voert voornamelijk vluchten uit naar Europese bestemmingen.

## Vloot
De vloot van Air Arabia Maroc bestond op 1 Mei 2013 uit volgende toestellen met een gemiddelde leeftijd van 5,6 jaar.
| Type            | Total | Passengers |
| --------------- | ----- | ---------- |
| Airbus A320-214 | 10    | 168        |